# Sankt Jakob in Defereggen
Sankt Jakob in Defereggen je obec v Rakousku ve spolkové zemi Tyrolsko v okrese Lienz.
Žije zde 934 obyvatel (1. 1. 2011).